# 우무아히아

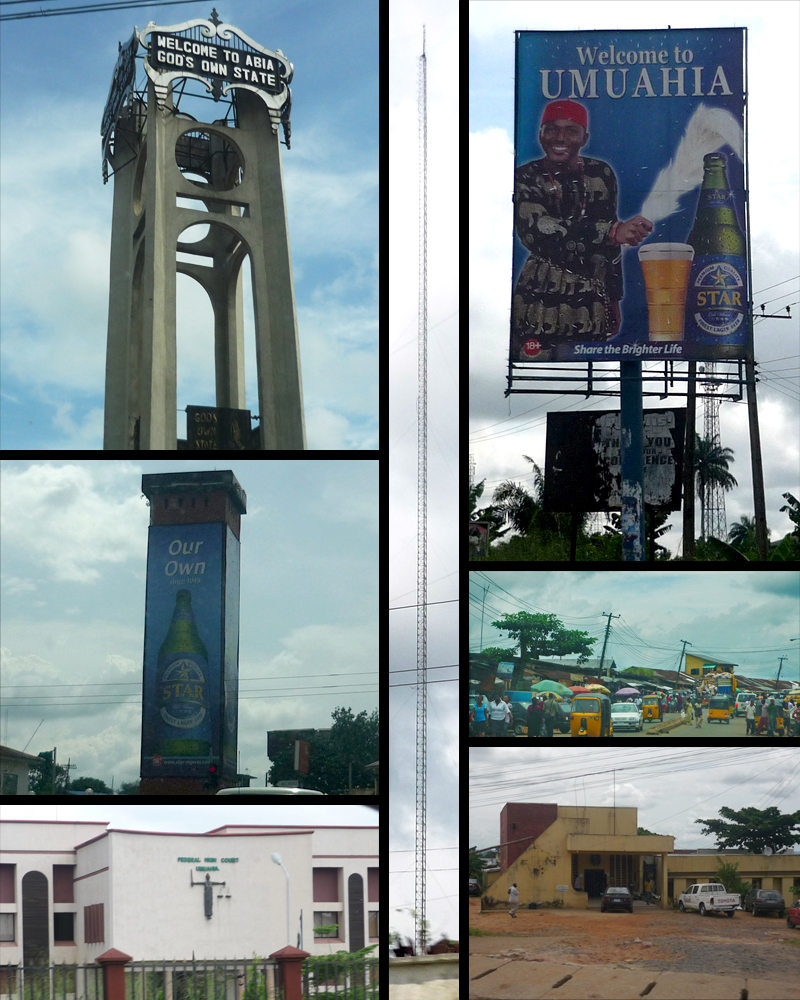
우무아히아

우무아히아(Umuahia)는 나이지리아 남동부에 위치한 아비아주의 주도로 면적은 384.95km2, 인구는 359,230명(2006년 기준)이다. 남쪽에 위치한 포트하커트와 북쪽에 위치한 에누구를 연결하는 철도가 지나간다. 이그보족이 도시 인구의 대부분을 차지한다. 1916년에 설립된 농산물시장으로 유명한 곳이다. 얌, 카사바, 옥수수, 토란, 귤, 팜유 등을 철도로 수송하는 역할을 한다.